# Iósif Kobzón
Iósif Davídovich Kobzón —en ruso: Иосиф Давидович Кобзон— (Chásov Yar, Donetsk, Unión Soviética —actualmente Ucrania—; 11 de septiembre de 1937-Moscú, 30 de agosto de 2018) fue un cantante soviético y ruso.

## Biografía

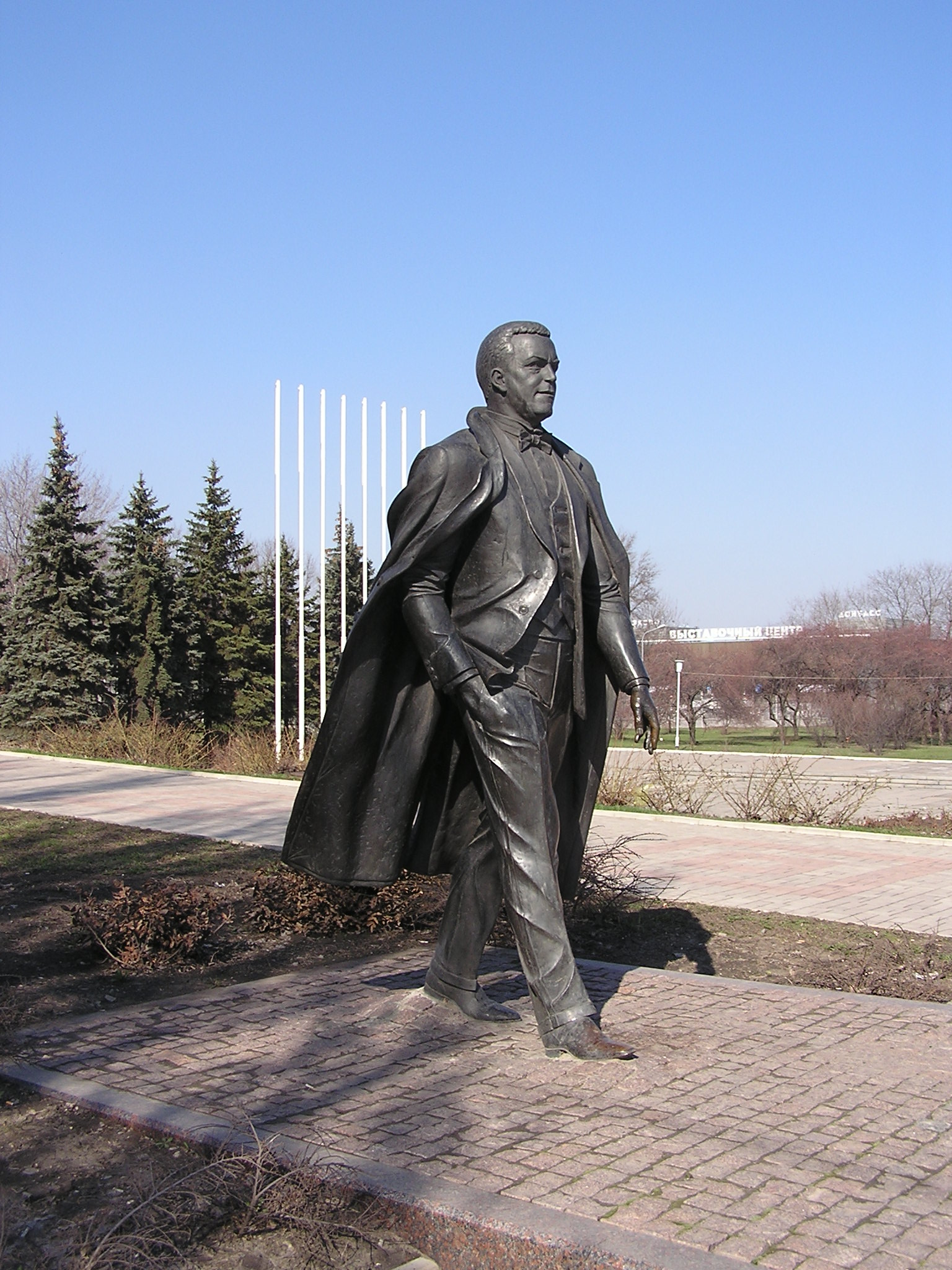
Monumento de Kobzón en Donetsk.

Además de su carrera musical también ha participado en bandas sonoras y como actor en programas de televisión. Murió a causa de un cáncer que surgió a partir de sus graves problemas de salud desde 2002.

## Discografía
La siguiente es una lista de sus álbumes y participaciones musicales.

### Álbumes oficiales
- 1994 - Chórnyie glazá
- 1994 - Yamschik, ne goní loshadéy
- 1997 - Ya chestno otdal vsió spolná
- 1997 - Rússkoie pole
- 1997 - Vyidu na ulitsu
- 1997 - Noch’ svetlá
- 1997 - Sredí mirov
- 1997 - Béloie solntse
- 1997 - Zlatýe gory
- 1997 - Ya obyazatel’no vernús’
- 1999 - Pokuda slyshen golos moy
- 1999 - Moskvá zlatoglávaya ch 1
- 1999 - Moskvá zlatoglávaya ch 2
- 1999 - Ocharóvana, okoldóvana ch 1
- 1999 - Ocharóvana, okoldóvana ch 2
- 1999 - Aidiche mama
- 1999 - Divlyús’ ya na nebo
- 1999 - Ofitsery ch 1
- 1999 - Ofitsery ch 2
- 1999 - Letyat pereliótnye ptitsy
- 1999 - Vecherni zvon
- 2001 - Grand collection
- 2001 - Pesnya ostaiótsya s chelovékom
- 2002 - Poklonimsya velíkim tem godam
- 2002 - Kak rotny zapevala
- 2002 - Rus’ moyá, zhizn’ moyá
- 2002 - Pesn’ o soldate
- 2002 - Pesnya moyá – sud’ba moyá
- 2002 - Velikie ispolníteli 20 veka sd 1
- 2002 - Velikie ispolníteli 20 veka sd 2
- 2002 - Odna-edínstvennaya
- 2005 - Lyubóvnoie nastroiénie
- 2005 - Posvyashhenie drugu
- 2006 - Ne zamestí snegam pámyat’
- 2007 - I poká na zemlé suschestvúet lyubov’
- 2009 - Vsió povtoryáetsya

### Sencillos
- 1972 - Joven aún / Esto pudo suceder (con Muslim Magomáiev)

### Bandas sonoras
- 1973 - Semnádtsat mgnoveniy vesný, serie de TV Diecisiete instantes de una primavera
- 1980 - Za spíchkami
- 2009 - Pesnya goda 2008
- 2010 - Pesnya goda 2009

## Filmografía
Además de las siguientes actuaciones para televisión, ha hecho apariciones en varias otras.
- 1968 - Na voyné kak na voyné
- 2008 - Amnistia ot prezidenta